# The Atheist Agenda
The Atheist Agenda (cuya traducción al español es La Agenda Atea) es una organización fundada en 2005 por un grupo de estudiantes ateos y agnósticos y varios profesores de la Universidad de Texas en San Antonio, Estados Unidos.
El grupo se dedica a la filosofía del librepensamiento así como a promover el activismo contra la teología y las instituciones teológicas, animando a los no creyentes a formar parte del orgullo de su comunidad.
La Agenda realiza reuniones abiertas a todos aquellos que estén interesados, así como manifestaciones (siendo una de las más conocidas la llamada "Smut for Smut")en las ciudades de San Antonio y Austin para dar a conocer su punto de vista.
Desde su creación, la Agenda Atea ha crecido desde un pequeño puñado de estudiantes hasta un grupo de cientos de personas, con miembros tanto de la comunidad universitaria como de fuera de ella.